# Martinsyde F.1
Martinsyde F.1 byl britský dvouplošný dvoumístný stíhací letoun vyrobený v době první světové války firmou Martinsyde Limited. Vznikly pouze dva prototypy.:s.2296

## Vznik a vývoj
Typ F.1 byl navržen jako těžký stíhací letoun pro Royal Flying Corps a po konstrukční stránce se jednalo o rozměrný dvouplošník poháněný dvanáctiválcovým vidlicovým motorem Rolls-Royce Mk.III o výkonu 250 hp (186 kW) v tažném uspořádání.:s.2296 Osádka seděla v otevřených kokpitech tandemového uspořádání, neobvyklým prvkem konstrukce bylo umístění pozorovatele v předním a pilota v zadním stanovišti.:s.2296 V centroplánu horního křídla byl obdélníkový výřez, umožňující pozorovateli výstřel z kulometu směrem vzad.:s.154, 156 V červenci 1917 typ prošel zkouškami v Martlesham Heath, kde prokázal dobré letové charakteristiky, ale rozmístění osádky bylo podrobeno kritice.:s.154, 156 Sériová výroba typu nebyla objednána, a jediný dokončený prototyp byl až do konce války užíván Royal Aircraft Factory ve Farnborough.:s.2296:s.156:s.29

## Specifikace
Údaje dle:s.156

### Technické údaje
- Osádka: 2 (pilot a pozorovatel/střelec)
- Délka: 8,86 m (29 stop a 1 palec)
- Rozpětí:
  - Rozpětí horního křídla: 13,56 m (44 stop a 6 palců)
  - Rozpětí dolního křídla: 13,46 m (44 stop a 2 palce)
- Výška: 2,59 m (8 stop a 6 palců)
- Nosná plocha: 43,4 m² (467 čtverečních stop)
- Prázdná hmotnost: 997 kg (2 198 lb)
- Vzletová hmotnost: 1 479 kg (3 260 lb)
- Pohonná jednotka: 1 × kapalinou chlazený dvanáctiválcový vidlicový motor Rolls-Royce Mk.III
- Výkon pohonné jednotky: 250 hp (190kW)

### Výkony
- Maximální rychlost: 176 km/h (95 uzlů, 109,5 mph) ve výši 1 980 m (6 500 stop)
- Praktický dostup: 5 000 m (16 500 stop)
- Stoupavost: 
  - Výstup do výše 3 048m (10 000 stop): 13 min a 40 s
- Vytrvalost: 3 h a 45 min letu

### Výzbroj (plánovaná)
- 1 × pohyblivý kulomet Lewis ráže 7,7 mm